# Il candidato (film)
Il candidato (The Candidate) è un film del 1972 diretto da Michael Ritchie.

## Trama
Marvin Lucas, uno specialista delle elezioni politiche, deve trovare un candidato democratico da opporre al popolare senatore repubblicano Crocker Jarmon. Senza un grande nome democratico ansioso di entrare nella corsa, Lucas contatta Bill McKay, il figlio idealista, bello e carismatico dell'ex governatore della California John J. McKay.
Lucas fa una proposta a McKay: poiché Jarmon non può perdere e la gara è già decisa, McKay è libero di fare una campagna dicendo esattamente quello che vuole. McKay accetta al fine di avere la possibilità di diffondere i suoi valori e si butta in pista. Senza una seria opposizione democratica, McKay arriva alla nomination da solo. Lucas ha quindi notizie angoscianti: secondo le ultime proiezioni elettorali, McKay sarà sconfitto da un margine schiacciante. Lucas afferma che il partito si aspettava che McKay perdesse ma non che fosse umiliato, quindi modera il suo messaggio per fare appello a una gamma più ampia di elettori.
McKay fa una campagna in tutto lo stato, il suo messaggio diventa ogni giorno più generico. Questo approccio lo solleva nei sondaggi d'opinione, ma ha un nuovo problema: poiché il padre di McKay è rimasto fuori dalla corsa, i media interpretano il suo silenzio come un Endorsement a Jarmon. McKay incontra a malincuore suo padre e gli spiega il problema, e l'anziano McKay dichiara ai media che sta semplicemente onorando i desideri di suo figlio di rimanere fuori dalla corsa.
Con McKay a soli nove punti nei sondaggi, Jarmon propone un dibattito. McKay accetta di dare le risposte preparate da Lucas, ma proprio mentre il dibattito sta finendo, McKay ha un sussulto di coscienza e si lascia scappare che il dibattito non ha affrontato questioni reali come la povertà e le relazioni razziali. Lucas è furioso, poiché ciò danneggerebbe la campagna. I media cercano di affrontare McKay nel backstage, ma arrivano mentre suo padre si congratula con lui per il dibattito; invece di riferire sullo sfogo di McKay, i media parlano della ricomparsa dell'ex governatore per aiutare il figlio. La storia positiva, unita all'aiuto del padre di McKay, colma ulteriormente il gap del sondaggio.
A pochi giorni dalle elezioni, Lucas e il padre di McKay hanno organizzato un incontro con un rappresentante del sindacato per discutere di un altro possibile endorsement. Durante l'incontro, il rappresentante sindacale dice a McKay che ritiene che possano fare molto l'uno per l'altro se lavorano insieme. McKay gli dice apparentemente che non è interessato ad associarsi con lui, ma la tensione è repressa da risate scomode ma unanimi. Con il sostegno del sindacato e i lavoratori californiani alle sue spalle, McKay vince le elezioni. Nella scena finale, sfugge alla festa della vittoria e trascina Lucas in una stanza mentre fuori folle di giornalisti urlano. McKay chiede a Lucas: "Cosa facciamo adesso?". La folla dei media arriva per trascinarli fuori, e McKay non riceve mai una risposta.

## Riconoscimenti
- 1973 - Premio Oscar
  - Migliore sceneggiatura originale a Jeremy Larner
  - Candidatura Miglior sonoro a Richard Portman e Gene S. Cantamessa